# Липовки (присілок, Нижньогородська область)
Липовки (рос. Липовки) — присілок в Балахнинському районі Нижньогородської області Російської Федерації.
Населення становить 90 осіб. Входить до складу муніципального утворення Кочергинська сільрада.

## Історія
Від 2009 року входить до складу муніципального утворення Кочергинська сільрада.

## Населення
1. Н/Д[2]